# Jakub Szałankiewicz
Jakub Szałankiewicz (ur. 3 maja 1989 roku w Staszowie) – polski zawodnik siatkówki plażowej, reprezentujący barwy Stakolo Staszów.
Wraz z Michałem Kądziołą zdobył tytuły: mistrza Uniwersjady (Shenzhen 2011), mistrza świata do lat 19 (Mysłowice 2007) i do lat 21 (Blackpool 2009),  mistrza Europy do lat 23 (Grecja 2010), mistrza Polski juniorów (Poręba 2007). Para ta wygrała również turniej CEV Satelite w Lozannie (2010) oraz została nagrodzona w kategorii "Drużyna roku" w plebiscycie Siatkarskie Plusy za 2009 rok.
Jego żoną jest Katarzyna Szałankiewicz, którą poślubił w 2016.